# یواس‌اس مالنی (دی‌دی-۳۲۵)
یواس‌اس مالنی (دی‌دی-۳۲۵) (به انگلیسی: USS Mullany (DD-325)) یک کشتی بود که طول آن ۹۵٫۸۳ متر (۳۱۴٫۴ فوت) بود. این کشتی در سال ۱۹۲۰ ساخته شد.